# Haliclona corticata
Haliclona corticata är en svampdjursart som först beskrevs av Lendenfeld 1887.  Haliclona corticata ingår i släktet Haliclona och familjen Chalinidae. Inga underarter finns listade i Catalogue of Life.